# 李 (新罕布什爾州)
李是一個位於美國新罕布什爾州斯特拉佛縣的鎮。

## 人口
根據2020年美國人口普查的數據，李的面積為52.30平方千米，當中陸地面積為51.80平方千米，而水域面積為0.50平方千米。當地共有人口4520人，而人口密度為每平方千米86人。